# 阮進明
阮進明（1983年2月17日—），常訛譯阮天明，是越南的男子羽毛球運動員，專攻單打。他曾赢得2013年世錦賽男子單打季軍（銅牌）與2019年亞錦賽男子單打季軍（銅牌）。

## 簡歷

### 早期生涯
阮進明早在10歲時便經由他的父親開始接觸羽毛球，很快地迷上了它。2001年時他年滿18歲，決定成為一名職業羽毛球運動員。同年，他入選越南國家隊。初時，他仍默默無名。2002年，18歲的他擊敗當時已称霸多年的全國冠軍，從此聲名大噪。
雖然越南缺乏良好的羽毛球運動發展環境，仍然沒有影響他力爭上游。2009年，他的男子單打世界排名曾上昇到第七名，隨後退到第十一名。2010年3月起，又再度回到世界第七名的位置。

### 2007年
2007年8月，阮進明參加在马来西亚吉隆坡舉行的世界羽毛球錦標賽，出戰男子單打項目。在首圈比赛中，面对赛会16号种子、印尼的西蒙·桑托索，激战三局以1比2（22-20、11-21、19-21）不敌对手。

### 2008年
2008年9月，阮進明出戰中華台北羽毛球黃金大獎賽，在準决赛中以1比2（17-21、21-17、19-21）不敌马来西亚的罗斯林·哈欣。同年12月，他出戰越南羽毛球大獎賽，在决赛中以2比0（24-22、21-18）击退了香港的陳仁傑，首次赢得大奖赛的男单冠军，同时也捍卫了东道主的优势。

### 2009年
2009年7月，阮進明出戰泰國羽毛球黃金大獎賽，在决赛中以2比0（21-16、21-13）击败了赛会3号种子、泰国的文萨·波萨那，赢得黄金大奖赛的冠军。
8月中旬，阮進明參加印度海得拉巴舉行的世界羽毛球錦標賽，以14號種子身分出戰男子單打項目。首圈对手弃赛；次圈以2比0（21-14、21-16）击败了法国的布里斯·利弗德斯。八强中，以0比2（13-21、17-21）不敌赛会头号种子、马来西亚的李宗伟，16強止步。
8月下旬，他出戰中華台北羽毛球黃金大獎賽，在决赛中以2比0（21-11、21-14）横扫赛会6号种子、马来西亚的黄综翰，再度赢得黄金大奖赛的冠军。
9月，阮進明出戰日本羽毛球超級賽。首圈，他以2比0 （21-13、21-9）轻取丹麦的克里斯蒂安·林德·汤姆森。次圈，表现强势以2比0 （21-10、21-18）完胜了日本的佐佐木翔。八强中，以2比0（21-14、21-16）击败了东道主古財和輝。四强中，直落二局以0比2（15-21、16-21）不敌中国的鲍春来，创下个人首次打进超级系列赛的四强佳绩。
10月，他出戰越南羽毛球大獎賽，在决赛中以2比1 （21-7、19-21、21-14）力克赛会4号种子、马来西亚的张维峰，成功地卫冕本土赛事的男单冠军。

### 2010年
2010年1月，阮進明出戰馬來西亞羽毛球超級賽，从首圈直到四强中淘汰了德国的马克·茨维布勒、中国的鲍春来（中途弃赛）、丹麦的简·奥斯特加德·约根森 ；但在四强中以0比2 （20-22、11-21）不敌赛会头号种子、东道主的李宗伟。
同年6月，他印尼羽毛球超級賽，分别击败了日本的山田和司、泰国的达农沙·森颂汶素和日本的佐佐木翔。四强中，以0比2（17-21、12-21）不敌赛会2号种子、印尼的陶菲克。接着7月，他出戰澳洲羽毛球大獎賽，在决赛中以2比0（21-14、21-11）横扫马来西亚的约根德兰·克里希南，赢得冠军。
8月上旬，他出戰中華台北羽毛球黃金大獎賽，在準决赛中以0比2（16-21、18-21）不敌赛会3号种子、印尼的西蒙·桑托索。
8月下旬，阮進明參加法国巴黎舉行的世界羽毛球錦標賽，以7號種子身分出戰男子單打項目。在第一轮以2比0（21-16、21-14）击败了乌克兰的瓦列里·阿特拉什琴科夫 ；第二轮中以2比0（21-14、21-10）击退了爱沙尼亚的劳尔·穆斯特。八强中，以0比2（15-21、14-21）不敌赛会13号种子、韩国的朴成奐，16強止步。
12月，阮進明出戰香港羽毛球超級賽。首圈以2比0（21-9、21-17）横扫印尼的狄奥尼修斯。次圈，以2比0（21-18、21-14）击退了香港的胡贇；八强中因对手选手退赛率先进入四强。四强中，面对赛会头号种子、马来西亚名将李宗伟，以0比2（14-21、17-21）不敌对手，但这也是他第四次打进超级系列赛的四强。

### 2011年
2011年7月，阮進明出戰美國羽毛球黃金大獎賽，在决赛中以0比2（17-21、18-21）不敌赛会7号种子、日本的佐佐木翔。
8月，阮進明參加英格兰伦敦舉行的世界羽毛球錦標賽，以7號種子身分出戰男子單打項目。在第一轮以2比0（21-10、21-14）横扫以色列的米沙·西尔伯曼；第二轮中激战三局以2比1（24-22、17-21、22-20）力克印度的卡夏普·帕鲁帕利。八强中，表现出色以2比0（21-11、21-15）拿下赛会10号种子、泰国的文萨·波萨那。八强中，迎戰赛会3号种子、丹麦一哥彼得·盖德，双方大战三局后，最终以1比2（21-17、19-21、13-21）不敌对手，首次打进世锦赛的八强佳绩。
8月下旬，他出戰越南羽毛球大獎賽，在决赛中以2比0（21-13、21-17）击败了赛会2号种子、日本的佐佐木翔，报回一箭之仇并且重夺了本土赛事的男单冠军。

### 2012年
2012年6月，阮進明出戰新加坡羽毛球超級賽，在準决赛中以1比2（12-21、21-18、19-21）不敌泰国的文萨·波萨那。
7月底至8月初，阮進明代表越南出戰在英國倫敦舉行的奥林匹克运动会羽毛球比賽男子單打項目，在小組賽階段先以2比1戰勝比利時的谭雨涵，後以0比2負於印度的卡夏普·帕鲁帕利，最終以一勝一負的小組次名成績出局。
8月下旬，他出戰越南羽毛球大獎賽，在决赛中以2比0（21-14、21-19）战胜了赛会6号种子、日本的上田拓馬，再次卫冕本土赛事的男单冠军，此前也曾连续二年赢得了冠军。

### 2013年
2013年6月，阮進明出戰新加坡羽毛球超級賽，比赛中分别击败了资格赛选手、印度的斯里坎特·基达姆比和泰国的达农沙·森颂汶素。四强中，激战三局以1比2（22-20、19-21、15-21）不敌印尼的汤米·苏吉亚托。同年7月，他出戰美國羽毛球黃金大獎賽，在决赛中以2比1（18-21、21-17、21-18）力克赛会4号种子、香港的黃永棋，赢得冠军。
8月，阮進明參加在中國廣州舉行的世界羽毛球錦標賽，以7號種子身分出戰男子單打項目。他先後在首、次圈以2比0擊敗紐西蘭和德國的選手晉級；第三圈面對西班牙的巴勃罗·阿维安，亦以2比1（15-21、21-9、21-10）反勝；半準決賽，他再以2比1（21-8、17-21、22-20）力克9號種子、丹麥的简·奥·约根森，闖進四強。他在準決賽对阵爭取衛冕的林丹，他的防守顽强，但始終找不到克制林丹的办法，最終以0比2（17-21、15-21）直落兩盤落敗，僅得季軍，但已突破個人在世錦賽的最佳成績。
9月，他出戰日本羽毛球超級賽，一路淘汰了中国的王睁茗、日本新秀的桃田賢斗、印度的阿贾伊·贾亚拉姆 ；但在四强中以0比2（10-21、5-21）不敌赛会头号种子、马来西亚的李宗伟。

### 2014年
2014年3月，阮進明出戰越南羽毛球國際挑戰賽，在决赛中以2比0（21-17、21-13）击败了赛会2号种子、马来西亚的陳俊翔，赢得开门红。随后7月，他出戰美國羽毛球黃金大獎賽，在决赛中以2比1（21-19、14-21、21-19）力克赛会2号种子、中華台北的周天成，赢得冠军。
8月，阮進明參加在丹麥哥本哈根舉行的世界羽毛球錦標賽，出戰男子單打項目。他在首圈以2比0擊敗美國的舒之顥晉級，次圈再以2比1力克西班牙的巴勃罗·阿维安；但在第三圈面對14號種子、丹麥的维克托·阿萨尔森，以0比2（16-21、17-21）落敗，16強止步。

### 2015年
2015年8月，阮進明參加在印尼雅加達舉行的世界羽毛球錦標賽，出戰男子單打項目。在首圈以2比1力克南韓選手李東根後，他在第二圈又以2比1反勝10號種子、印度的卡夏普·帕鲁帕利晉級；但至第三圈面對4號種子、日本的桃田賢斗，以0比2（15-21、16-21）落敗，再次16強止步。
9月，阮進明出戰雪梨羽毛球國際賽，在决赛中以2比0（21-11、21-12）击退了赛会头号种子、马来西亚的祖尔法里·祖基菲里，赢得冠军。年底12月，他出戰美國羽毛球國際賽，在準决赛中以0比2（16-21、10-21）不敌丹麦的埃米尔·霍尔斯特。

### 2016年
2016年3月，阮進明出戰在紐西蘭懷卡托舉行的羽毛球國際賽，在决赛中以2比1（21-23、21-8、21-8）力克赛会4号种子、中華台北的施貴鈞，赢得冠军。同月，他出戰紐西蘭羽毛球黃金大獎賽，在準决赛中以0比2（15-21、17-21）不敌日本的武下利一。
5月，他出戰越南羽毛球國際挑戰賽，在决赛中以2比0（22-20、21-16）战胜了赛会2号种子、中華台北新秀王子維。接着9月，他出戰越南羽毛球國際系列賽，在决赛中以2比0（21-19、23-21）击败了赛会5号种子、马来西亚的林志咏。

### 2017年
2017年3月，阮進明出戰越南羽毛球國際挑戰賽，在决赛中以2比0（21-14、21-17）击败了赛会2号种子、泰国的科希特·佩尔帕达布，成功卫冕男单冠军。年中7月，他出戰美國羽毛球黃金大獎賽，在準决赛中以0比2（14-21、19-21）不敌赛会2号种子、印度的普兰诺伊·H·S。

### 2018年
2018年2月，阮進明出戰伊朗羽毛球國際挑戰賽，在决赛中以1比3（14-15、11-13、13-11、7-11）不敌赛会2号种子、师弟范高強。

## 主要比賽成績
只列出曾進入準決賽的國際賽事成績：
| 年份   | 賽事                     | 公開賽級別 | 項目     | 成績   |
| ------ | ------------------------ | ---------- | -------- | ------ |
| 2002年 | 越南羽毛球卫星赛         | 不適用     | 男子單打 | 亞軍   |
| 2004年 | 越南羽毛球衛星賽         | 不適用     | 男子單打 | 亞軍   |
| 2004年 | 新加坡羽毛球衛星賽       | 不適用     | 男子單打 | 準決賽 |
| 2004年 | 馬來西亞羽毛球衛星賽     | 不適用     | 男子單打 | 冠軍   |
| 2005年 | 東南亞運動會羽毛球比賽   | 其他       | 男子團體 | 銅牌   |
| 2006年 | 越南羽毛球衛星賽         | 不適用     | 男子單打 | 冠軍   |
| 2007年 | 東南亞運動會羽毛球比賽   | 其他       | 男子單打 | 銅牌   |
| 2008年 | 越南羽毛球國際挑戰賽     | 黃金大獎賽 | 男子單打 | 冠軍   |
| 2008年 | 中華台北羽毛球黃金大獎賽 | 黃金大獎賽 | 男子單打 | 準決賽 |
| 2008年 | 越南羽毛球大獎賽         | 大獎賽     | 男子單打 | 冠軍   |
| 2009年 | 越南羽毛球國際挑戰賽     | 國際挑戰賽 | 男子單打 | 冠軍   |
| 2009年 | 泰國羽毛球黃金大獎賽     | 黃金大獎賽 | 男子單打 | 冠軍   |
| 2009年 | 中華台北羽毛球黃金大獎賽 | 黃金大獎賽 | 男子單打 | 冠軍   |
| 2009年 | 日本羽毛球超級賽         | 超級賽     | 男子單打 | 準決賽 |
| 2009年 | 越南羽毛球大獎賽         | 大獎賽     | 男子單打 | 冠軍   |
| 2010年 | 馬來西亞羽毛球超級賽     | 超級賽     | 男子單打 | 準決賽 |
| 2010年 | 印尼羽毛球超級賽         | 超級賽     | 男子單打 | 準決賽 |
| 2010年 | 澳洲羽毛球大獎賽         | 大獎賽     | 男子單打 | 冠軍   |
| 2010年 | 中華台北羽毛球黃金大獎賽 | 黃金大獎賽 | 男子單打 | 準決賽 |
| 2010年 | 香港羽毛球超級賽         | 超級賽     | 男子單打 | 準決賽 |
| 2011年 | 馬來西亞羽毛球黃金大獎賽 | 黃金大獎賽 | 男子單打 | 準決賽 |
| 2011年 | 美國羽毛球黃金大獎賽     | 黃金大獎賽 | 男子單打 | 亞軍   |
| 2011年 | 越南羽毛球大獎賽         | 大獎賽     | 男子單打 | 冠軍   |
| 2011年 | 中華台北羽毛球黃金大獎賽 | 黃金大獎賽 | 男子單打 | 準決賽 |
| 2012年 | 新加坡羽毛球超級賽       | 超級賽     | 男子單打 | 準決賽 |
| 2012年 | 越南羽毛球大獎賽         | 大獎賽     | 男子單打 | 冠軍   |
| 2012年 | 中華台北羽毛球黃金大獎賽 | 黃金大獎賽 | 男子單打 | 冠軍   |
| 2013年 | 新加坡羽毛球超級賽       | 超級賽     | 男子單打 | 準決賽 |
| 2013年 | 美國羽毛球黃金大獎賽     | 黃金大獎賽 | 男子單打 | 冠軍   |
| 2013年 | 世界羽毛球錦標賽         | 其他       | 男子單打 | 準決賽 |
| 2013年 | 中華台北羽毛球黃金大獎賽 | 黃金大獎賽 | 男子單打 | 亞軍   |
| 2013年 | 日本羽毛球超級賽         | 超級賽     | 男子單打 | 準決賽 |
| 2013年 | 东南亚运动会羽毛球比赛   | 其他       | 男子單打 | 銅牌   |
| 2014年 | 越南羽毛球國際挑戰賽     | 國際挑戰賽 | 男子單打 | 冠軍   |
| 2014年 | 美國羽毛球黃金大獎賽     | 黃金大獎賽 | 男子單打 | 冠軍   |
| 2014年 | 越南羽毛球大獎賽         | 大獎賽     | 男子單打 | 準決賽 |
| 2015年 | 白夜羽毛球賽             | 國際挑戰賽 | 男子單打 | 亞軍   |
| 2015年 | 雪梨羽毛球國際賽         | 國際挑戰賽 | 男子單打 | 冠軍   |
| 2015年 | 美國羽毛球國際賽         | 國際挑戰賽 | 男子單打 | 準決賽 |
| 2016年 | 懷卡托羽毛球國際賽       | 未來系列賽 | 男子單打 | 冠軍   |
| 2016年 | 紐西蘭羽毛球黃金大獎賽   | 黃金大獎賽 | 男子單打 | 準決賽 |
| 2016年 | 芬蘭羽毛球公開賽         | 國際挑戰賽 | 男子單打 | 亞軍   |
| 2016年 | 越南羽毛球國際挑戰賽     | 國際挑戰賽 | 男子單打 | 冠軍   |
| 2016年 | 越南羽毛球國際系列賽     | 國際系列賽 | 男子單打 | 冠軍   |
| 2017年 | 越南羽毛球國際挑戰賽     | 國際挑戰賽 | 男子單打 | 冠軍   |
| 2017年 | 美國羽毛球黃金大獎賽     | 黃金大獎賽 | 男子單打 | 準決賽 |
| 2017年 | 東南亞運動會羽毛球比賽   | 其他       | 男子單打 | 銅牌   |
| 2017年 | 馬來西亞羽毛球國際挑戰賽 | 國際挑戰賽 | 男子單打 | 準決賽 |
| 2018年 | 伊朗羽毛球國際挑戰賽     | 國際挑戰賽 | 男子單打 | 亞軍   |
| 2018年 | 新加坡羽毛球公開賽       | 超級500賽  | 男子單打 | 準決賽 |
| 2018年 | 雪梨羽毛球國際賽         | 國際系列賽 | 男子單打 | 準決賽 |
| 2019年 | 北港羽毛球國際賽         | 未來系列賽 | 男子單打 | 冠軍   |
| 2019年 | 懷卡托羽毛球國際賽       | 國際系列賽 | 男子單打 | 冠軍   |
| 2019年 | 亞洲羽毛球錦標賽         | 其他       | 男子單打 | 季軍   |
| 2019年 | 加納羽毛球國際賽         | 國際系列賽 | 男子單打 | 準決賽 |
| 2022年 | 東南亞運動會羽毛球比賽   | 其他       | 男子單打 | 銅牌   |
| 2022年 | 越南羽毛球國際系列賽     | 國際系列賽 | 男子單打 | 準決賽 |

| 2007-2017年 | 首要超級賽 | 超級賽 | 黃金大獎賽 | 大獎賽 | 國際挑戰賽 | 國際系列賽 | 未來系列賽 | 其他 |

| 2018-2026年 | 總決賽 | 超級1000賽 | 超級750賽 | 超級500賽 | 超級300賽 | 超級100賽 | 國際挑戰賽 | 國際系列賽 | 未來系列賽 | 其他 |

### 奧運會和世錦賽參賽紀錄
|          | 2005 | 2006 | 2007 | 2008 | 2009 | 2010 | 2011 | 2012       | 2013 | 2014 | 2015 | 2016       | 2017 | 2018 | 2019 | 2020       | 2021 | 2022 |
| -------- | ---- | ---- | ---- | ---- | ---- | ---- | ---- | ---------- | ---- | ---- | ---- | ---------- | ---- | ---- | ---- | ---------- | ---- | ---- |
| 男子單打 | 32強 | 32強 | 64強 | 32強 | 16強 | 16強 | 8強  | 小組第二名 | 季軍 | 16強 | 16強 | 小組第二名 | －   | 32強 | 64強 | 小組第三名 | 64強 | 64強 |

## 特殊事蹟
- 獲新聞界評選為「2004年胡志明市傑出運動員」
- 獲新聞界評選為2004年、2007年和2008年「越南傑出運動員」之一

## 個人生活
阮進明的妻子為越南國家隊的隊友武氏妆，二人的婚禮在2016年12月26日於胡志明市一家酒店舉行。

## 備註
1. ↑  正確的中文譯名為「阮進明」，越南官方媒體如越南共產黨電子報、越南通讯社的 Vietnam+ 網站等，且同時具備越南文、中文介面的越南媒體，也使用「阮進明」[3][4]。但中文媒體常據「Tiến」音近華語「天」音而將「Nguyễn Tiến Minh」訛譯爲「阮天明」。事實上「天」字對應的越南語國語字表記應爲「thiên」。

## 外部連結
- 阮進明在世界羽球聯盟的登錄資料